# Protanguilla palau
Protanguilla palau is een straalvinnige vissensoort uit de familie van de grotpalingen (Protanguillidae). De wetenschappelijke naam van de soort is voor het eerst geldig gepubliceerd in 2011 door Johnson, Ida & Sakaue.